# Warblington Castle

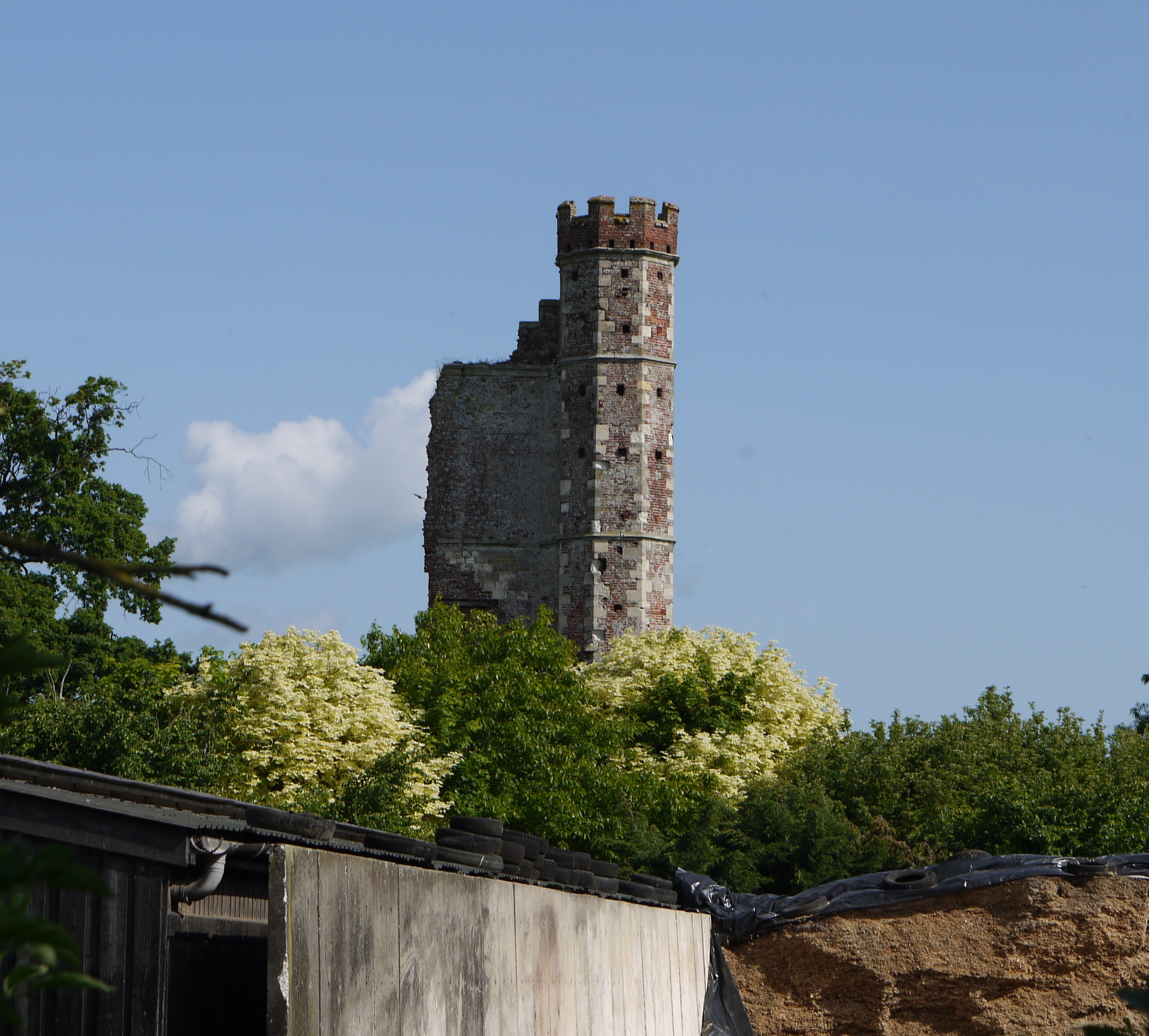
Ein Teil der Überreste von Warblington Castle

Warblington Castle oder Warblington Manor ist die Ruine eines Herrenhauses beim Dorf Langstone in der englischen Grafschaft Hampshire. Heute ist nur noch etwas mehr als eine Tourelle des alten Torhauses erhalten.

## Details
Auf dem Gelände in Langstone stand ursprünglich ein mittelalterliches Herrenhaus. 1340 soll es eine königliche Lizenz zur Befestigung dieses Hauses (engl.: Licence to Crenellate) gegeben haben, aber das ist nicht sicher. Das Anwesen ging durch viele Hände, bevor es im 15. Jahrhundert in Besitz von Richard Neville, 16. Earl of Warwick kam. Mit der Hinrichtung von Edward Plantagenet, 17. Earl of Warwick, auf Geheiß Königs Heinrichs VII. wurde das Anwesen konfisziert und fiel an die Krone. 1513 gab es König Heinrich VIII. an Margaret Pole, 8. Countess of Salisbury, die ein neues Herrenhaus mit Burggraben an dieser Stelle bauen ließ. Nachdem Margaret Pole wegen Hochverrats verurteilt worden war, wurde das Anwesen auf Zeit an William Fitzwilliam, 1. Earl of Southampton, und an Thomas Wriothesley, 1. Earl of Southampton vergeben. Dann gab Heinrich VIII. die Grundherrschaft an Sir Richard Cotton. Im Oktober 1551 verbrachte Marie de Guise, die Witwe von König Jakob V. von Schottland, eine Nacht in dem Herrenhaus als Gast von Sir Richard Cotton. König Eduard VI. besuchte das Herrenhaus 1552. Königin Elisabeth I. könnte 1586 für zwei Tage zu Gast gewesen sein. Die Familie Cotton behielt das Haus bis zum englischen Bürgerkrieg.
Im Januar 1643 belegten die Parlamentaristen unter Colonel Richard Norton das Herrenhaus mit einer Garnison von zwischen 40 und 80 Mann. Anschließend wurde es von den royalistischen Truppen unter Lord Hopton belagert und eingenommen; Colonel Norton konnte jedoch fliehen.
Die Familie Cotton unterstützte die royalistische Seite, sodass das Herrenhaus von den parlamentaristischen Truppen größtenteils zerstört wurde. Ein Türmchen des Torhauses ist bis heute erhalten und dient als Navigationshilfe für Schiffe im Langstone Channel. Die Tourelle ist achteckig und hat vier Stockwerke. Sie besteht größtenteils aus Ziegeln mit Steinverkleidungen und Zinnen.
Heute sind die Tourelle, der Torbogen und die Auflagen der Zugbrücke im Graben noch erhalten. Das Gelände, auf dem die Überreste stehen, ist Privatgrund. Das Anwesen wurde von English Heritage als historisches Bauwerk II*. Grades gelistet und gilt als Scheduled Monument.